# Saint-Martial (Charente-Maritime)
Saint-Martial é uma comuna francesa na região administrativa da Nova Aquitânia, no departamento de Charente-Maritime.
Estende-se por uma área de 4,07 km². Em 2010 a comuna tinha 120 habitantes (densidade: 29,5 hab./km²).